# Hemphillia burringtoni
Hemphillia burringtoni är en snäckart som beskrevs av Henry Augustus Pilsbry 1948. Hemphillia burringtoni ingår i släktet Hemphillia och familjen skogssniglar. Inga underarter finns listade i Catalogue of Life.